# Jardin de Lacombe
El Jardín de Lacombe (francés: Jardin de Lacombe), es un jardín botánico y arboreto de 1 hectárea de extensión, que se encuentra en el pueblo de Lacombe, en Lagraulière, en Corrèze, Limousin, Francia, el jardín es un parque privado de cerca de 1 hectárea de una residencia particular.

## Localización
El arboreto se ubica en el "Parc d'Angle" de Chamberet.
Jardin de Lacombe Lagraulière, Département de Corrèze, Limousin, France-Francia.
Planos y vistas satelitales.45°21′11.88″N 1°38′22.92″E / 45.3533000, 1.6397000
Está abierto al público desde el 1 de junio al 30 de septiembre.

## Historia
Rodeado por altas paredes, conserva sus estructuras antiguas de los siglos XVIII y XIX.
Es un jardín de familia donde cada generación dejó su impresión.
La poesía entró en el jardín de mano de Paule-Marie Duquesnoy.
En 2006, le jardín acogió una exposición del escultor Marc Duquesnoy, hijo del propietario.
En 2007, fue el objeto de una « intervention paysagère » del artista Jean-Pierre Brazs.

## Colecciones
En el arboreto hay una mezcla de especies naturales y raras. Alberga numerosas variedades de árboles, arbustos y plantas herbáceas, incluyendo:
- Árboles notables, Taxus, Gleditsia triacanthos, magnolias de hojas caducas y magnolias de hojas persistentes, Platanus orientalis, Colutea arborescens, limonero rústico (Citrus poncirus)
- Árboles frutales con variedades de árboles frutales de la herencia, Diospyros kaki, Prunus myrobolan, Eriobotrya japonica, almendros, algunos perales antiguos
- Arbustos, Colutea arborescens, colección de cornejos Cornus kousa, Cornus florida, etc…, colección de Hydrangeas, rosales de variedades antiguas, rhododendron ( Rhododendron linearifolium, (camelias, Viburnum opulus, Choisya, Jasminum nudiflorum, Jasminum fruticans, Corylus avellana, Staphyllea pinata o falso pistachero, viejos bojes, dos tejos pluricentenarios,
- Plantas vivaces tal como aster, salvias, geranios vivaces, helleborus,
- Flores anuales, variables según los años

También son de mencionar las esculturas creadas especialmente para el lugar y una glorieta forman la particularidad de este lugar.